# AIR–6
Az AIR–6 (oroszul: АИР–6), más jelzéssel Ja–6 (Я–6) szovjet többcélú könnyű repülőgép, amelyet az 1930-as évek első felében tervezett Alkeszandr Jakovlev. Ez volt Jakovlev első nagyobb sorozatban gyártott repülőgépe, 1934–1936 között 128 darabot készítettek belőle.

## Története
A repülőgépet 1932-ben tervezte Alekszandr Jakovlev és tervezőcsoportja az AIR–5 tapasztalatait felhasználva, annak konstrukcióját követve. Az AIR–6 az AIR–5 kisebb méretű, 2–3 személyes változata, amelybe az AIR–5-ön használt Wright J–4 Whirlwind helyett a kisebb teljesítményű (100 LE-s), de hazai gyártású M–11 csillagmotort szánták. Az AIR–6 kifejlesztésére az a körülmény ösztönözte jakovlevet, hogy az AIR–5 tervezett sorozatgyártású példányaiba a haza gyártású M–48 motort tervezték beépíteni, de az nem állt rendelkezésre. A repülőgépet az Oszoaviahim honvédelmi sportszövetség   követelményei alapján fejlesztették ki. Az Oszoaviahim egy olyan többcélú repülőgépet igényelt, amely alacsony képzettségű személyzettel is alkalmas sportrepülésre, kiképzésre, túrarepülésre, valamint kis távolságú szállítási feladatokra, emellett egyszerű szerkezetű, könnyen és olcsón gyártható és üzemeltethető. Tekintettel arra, hogy a repülőgép AIR–5 tervein alapult, a repülőgép rövid idő alatt, elkészült. A gépet a 39. sz. moszkvai repülőgépgyárban (Menzsinszkij repülőgépgyár) építették meg, ahol Jakovlev tervezőcsoportja is működött. A prototípus futóműve Polikarpov U–2-es gépéből, a  függőleges és vízszintes vezérsíkok az I–5-ös vadászrepülőgépből származtak. A géppel 1932 májusában hajtotta végre az első felszállást Julian Piontovszkij, a 39. sz. repülőgépgyár berepülőpilótája. 1932 szeptemberében Pionkovszkij bemutató repülést tartott a 39. sz. repülőgépgyár gyári repülőterén újságírók előtt, ezt követően a Pravdában, az Izvesztyijában és a hadsereg lapjában, a Krasznaja Zvezdában is bemutatták az új repülőgépet.
A próbák során számos műszaki problémára és tervezési hibára derült fény, de ezzel együtt a gép pozitív értékelést kapott és alapvetően megfelelt a műszaki követelményeknek. 1932. november 23-án az AIR–7 repülőgéppel a Vörös Légierő magas rangú tisztjei jelenlétében tartott bemutatón a gép csűrője eltörött és kényszerleszállást kellett végrehajtani. A vizsgálat tervezési hibát állapított és Jakovlev felelősségét állapította meg, emiatt egy időre kegyvesztett lett az állami repülőgépipari vezetés előtt és eltiltották az önálló tervezéstől, továbbá a tervezőcsoportját is kirakták a 39. sz. repülőgépgyárból. Az Oszoaviahim az AIR–4, AIR–5 és AIR–6 típusokra alapozta a következő évek könnyürepülőgép-gyártását és erre egy külön repülőgépgyár felépítését is tervezték. A baleset miatt azonban ezt az elképzelést törölték és az eset következtében az AIR–6 berepülése és sorozatgyártásra történő előkészítése is leállt rövid időre.
1932–1933 folyamán sítalppal és úszótalpakkal is végeztek próbarepüléseket a prototípussal. Az úszótalpat Vagyim Savrov tervezte. 1933 októberében az állami próbarepülések is befejeződtek és sorozatgyártásra alkalmasnak minősítették a repülőgépet. Ebben az időszakban két  további prototípust is építettek.. Az egyik 1933 júniusára, a másik szeptemberre készült el. A harmadik prototípuson a motor köré Townend-gyűrűt építettek, a légcsavaragyra áramvonalazó kúpot, a futómű köré áramvonalas burkolatot építettek. Mindez tömegnövekedést okozott, de tekintettel arra, hogy az AIR–6 kis sebességű repülőgép volt, a módosítások érdemben nem javítottak a gép aerodinamikai tulajdonságain. Emiatt később ezeket a módosításokat a sorozatgyártású gépeknél nem alkalmazták.
Miután az AIR–7 balesete tisztázódott és Jakovlev iránti bizalmatlanság is megszűnt, 1934-ben újra napirendre került az AIR–6 sorozatgyártása. A sorozatgyártásra a Polgári Légiflotta leningrádi 47. sz. repülőgépjavító üzemét jelölték ki, amelynek nem volt tapasztalata repülőgépek sorozatgyártásában. A sorozatgyártás előkészítésére Jakovlev tervezőcsoportjából több munkatársa, köztük a típus projektvezetője, Jevgenyij Adler is Leningrádba utazott. Először 60 db repülőgép megépítésére kapott utasítást az üzem. Az első sorozatgyártású gép 1934 májusában készült el. Az első sorozat nagyon rossz minőségben készült el. Egy 1934. augusztus 5–18. közötti több mint 10 ezer km-es, leszállásokkal megszakított Moszkva–Irkutszk–Moszkva távrepülés alapvető gyártási hiányosságok derültek ki (gyenge anyagok, alacsony szerelési minőség, rossz minőségű hegesztés). Emiatt a szovjet kormány átmenetileg felfüggesztette a sarkvidéki expedíciókhoz szánt 14 darabos megbízást is. 1934 augusztusában Jakovlevet nevezték ki a 47. sz. repülőgépgyár főtervezőjének is, majd 1934 őszén a leningrádi gyárban lezajlott ellenőrzések és személycserék eredményeként sikerült kiküszöbölni a gyártási problémákat. Jakovlev javaslatára a szintén Leningrádban működő 23. sz. Repülőgépgyár is elkezdte az AIR–6-osok sorozatgyártását, ahol 1935-ben 54 darab, 1936-ban további 53 darabot készítettek.
A gyártási darabszámok forrásonként eltérőek. A legvalószínűbb a 128-as mennyiség. A szovjet repüléstörténettel is foglalkozó Vagyim Savrov a szovjet repülőgép-konstrukciókról írt könyvében 468 darabos gyártási mennyiséget ad meg, de ez valószínűsíthetően hibás adat.
A gép típusjelzésében használt AIR betűszó Alekszej Ivanovics Rikov, az Oszoaviahim korábbi vezetőjének nevéből ered. Miután Rikovot 1937-ben letartóztatták, a gépre Jakovlev vezetéknevének kezdőbetűjéből a Ja–6 típusjelzést használták.

## Műszaki jellemzői
Felsőszárnyas elrendezésű repülőgép merevített szárnyakkal. Vegyes építésű. Az egyenes, téglalap alaprajzú, kétfőtartós szárny fából készült. A szárnyakban 18-18 szárnyborda helyezkedik el. A szárnyvégek lekerekítettek. Mindkét főtartóhoz egy-egy merevítő dúc csatlakozik. A szárny orr részét az első főtartóig 1 mm vastagságú réteges lemez borítja. A szárny többi része, valamint a duralumíniumból készített csűrők vászonborításúak. A két főtartó között kereszt irányban elhelyezett acél merevítőhuzalokat építettek be. Az üzemanyagtartályt a szárny törzshöz közeli részében helyezték el. A törzs acélcsövekből hegesztéssel összeállított rácsszerkezet, melyet vászonnal borítottak. A kabinban elől a pilóta ülése található, mögötte két fő utas elhelyezésére alkalmas ülést építettek be.

## Típusváltozatok
- AIR–6A – Úszótalpakkal felszerelt hidroplán változat. Az úszótalpak az AIR–2-n alkalmazottakhoz hasonló konstrukciójúak, de azoknál nagyobbak. A két úszótalp és a futómű tömege kb. 120, amely 85 kg-mal nehezebb a normál kereket futóműnél. Első repülését 1933 júniusában végezte a Moszkva folyón, Julian Piontkovszkijjal a fedélzetén. Berepülési programja 1933 szeptemberében fejeződött be. Az úszótalpas változattal 1937. május 23-án a Kijev–Batumi útvonalon 1297,1 km-es, 10 óra 25 perc időtartamú távrepülést végeztek. A sorozatgyártás alatt néhány készült úszótalpas kivitelben.
- AIR–6 (sarkvidéki változat) – Sarkvidéki üzemelésre átalakított speciális változat, amelynél elsősorban a motor alacsony hőmérsékleten történő üzemeltetésére fordítottak gondot. Nem volt külön típusjelzése. 1934 októberére készült el az első példánya. A gépeket 1935 februárjától adták át az északi tengeri utat felügyelő állami hatóságnak.
- AIR–6 (mentő változat) – Nem volt külön típusjelzése. A törzs bal oldalán egy külön háromszögletű ajtót helyeztek el, amely a hordágy mozgatását tett lehetővé. A pilóta és a beteg mellett egy fő ápoló foglalhatott még helyet a gépen. Ezeket a gépeket főleg hegyvidéki régiókban, elsősorban Kirgízisztánban használták.